# Impuesto al valor agregado

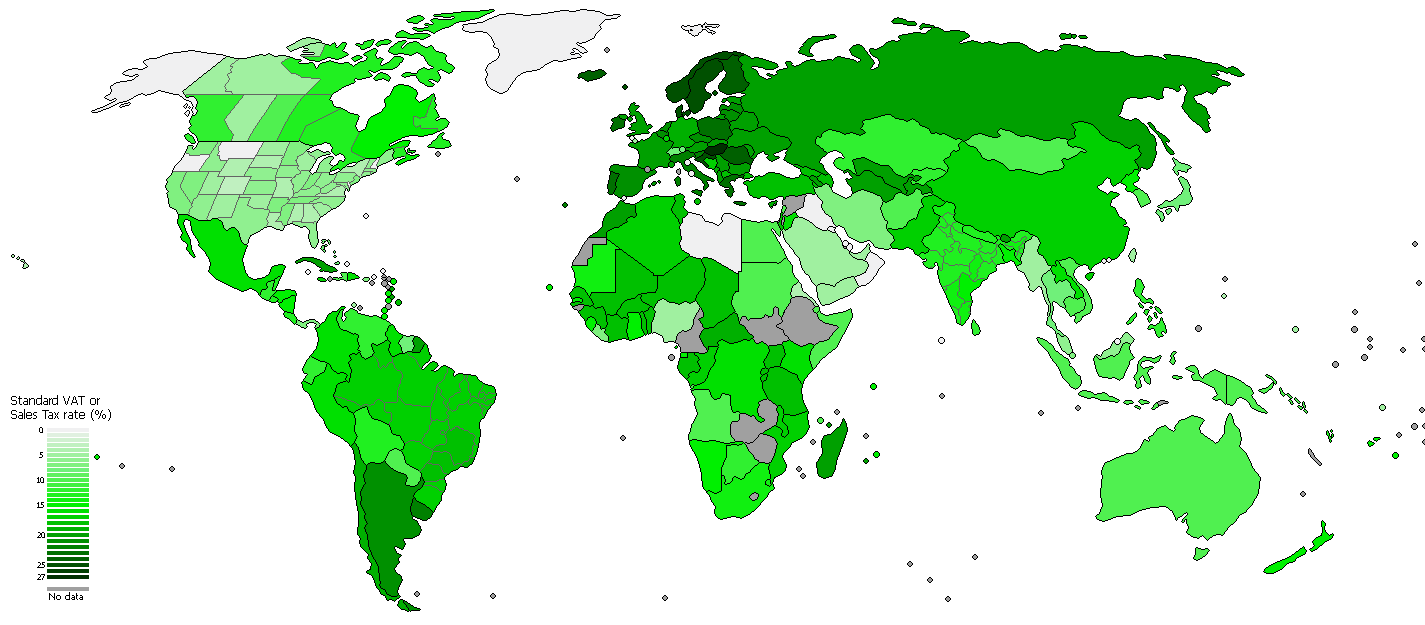
Impuesto al valor agregado en cada país del mundo

El IVA (impuesto al valor agregado, impuesto sobre el valor memorando y el valor añadido o impuesto sobre el valor añadido) es una carga fiscal sobre el consumo, es decir, financiado por el consumidor como impuesto regresivo, aplicado en muchos países y generalizado en la Unión Europea.
El IVA es un impuesto indirecto, no es percibido por el fisco directamente del tributario, sino por el vendedor en el momento de toda transacción comercial (transferencia de bienes o prestación de servicios). Las cuentas de IVA que existen en la contabilidad son:
- IVA trasladado o causado.
- Acreditable o repercutido.
- Por trasladar.
- Por acreditar.

Los vendedores intermediarios tienen el derecho a reembolsarse el IVA que han pagado a otros vendedores que los precedieron en la cadena de comercialización (crédito fiscal), deduciéndolo del monto de IVA cobrado a sus clientes (débito fiscal), y debiendo abonar el saldo al fisco. Los consumidores finales tienen la obligación de pagar el IVA sin derecho a reembolso, lo que es controlado por el fisco, obligando a la empresa a entregar justificantes de venta al consumidor final e integrar copias de estas a la contabilidad en la empresa.

## Acreditamiento de IVA
El contribuyente tiene derecho a acreditar el IVA que provenga de sus gastos, contra el IVA causado que proviene de sus ingresos.
Existen requisitos para que el IVA que provenga de erogaciones del contribuyente sea acreditable, de los cuales destacan dos muy importantes, los cuales son:
- Que el gasto sea deducible para ISR (debe cumplir con todos los requisitos que la ley de ISR plantea)

- Que el impuesto esté efectivamente pagado

El pago del IVA se realizará, restando del IVA causado, es decir, el generado por los ingresos del contribuyente, menos el IVA acreditable, el proveniente de erogaciones deducibles para ISR.

## Ejemplo
El siguiente ejemplo muestra la mecánica simplificada, con un IVA generalizado del 10 %. 
1. La empresa A produce, a partir de recursos naturales, el bien x1, al que fija un precio de $100 por unidad.
2. A vende x1 a B, con un precio de $100, y añade $10 en concepto de IVA. Por lo tanto, B paga a A $110. Resultado fiscal: A es deudor del fisco por $10
3. B transforma cada unidad de x1 en una unidad de x2, bien al que fija un precio de $150.
4. B vende x2 al distribuidor C, adicionando IVA por $15, C paga a B $165. Resultado fiscal: B es deudor del fisco por $5 = (15 – 10).
5. C distribuye x2 en el comercio minorista, fijando un precio de $200.
6. C vende x2 a la tienda D, adicionando IVA por $20. Entonces, D paga a C $220. Resultado fiscal: C es deudor del fisco por $5 = (20 – 15).
7. D vende x2 al público, fijando un precio neto de $240.
8. El consumidor final F compra x2 en la tienda D. Por consiguiente F paga por el producto $240 ($24 de IVA). Resultado fiscal: D es deudor del fisco por $4 = (24 – 20).

Como se ve en el ejemplo, todo el monto acumulado del impuesto (10+5+5+4=$24) es soportado por el consumidor final (F), pero ha sido percibido en varias etapas intermedias. Percepción (A+B+C+D) = impuesto pagado por el consumidor final.

## Tipo de gravamen
El siguiente cuadro muestra las tasas vigentes en algunos países, incluyendo, en su caso, las tasas diferenciales. Estas últimas suelen implicar reducciones de la alícuota para determinados bienes y servicios (en general, bienes de consumo básicos) o ciertas categorías de personas; o aumentos en la alícuota (en general, para bienes suntuarios).
| Continente | País                 | Tasa normal                                 | Tasa reducida | Abreviatura                                                | Nombre original |
| ---------- | -------------------- | ------------------------------------------- | --- | ---------------------------------------------------------- | --- |
| África     | Egipto               | 10 %                                        | | GST                                                        | impuesto de ventas y de bienes (الضريبة على القيمة المضافة). |
| África     | Ghana                | 3 %                                         | 0 % | VAT                                                        | value added tax (impuesto al valor agregado) |
| África     | Kenia                | 16 %                                        | |                                                            | |
| África     | Sudáfrica            | 14 %                                        | 0 % | BTW / VAT                                                  | belasting op toegevoegde waarde (impuesto al valor agregado) |
| América    | Argentina            | 21 %                                        | 10,5 %, 27; 5; 2,5 o 0 %                                                                                         | IVA                                                        | impuesto al valor agregado |
| América    | Barbados             | 17,5 %                                      | | VAT                                                        | value added tax (impuesto al valor agregado) |
| América    | Bolivia              | 13 % (tasa nominal) 14.94 % (tasa efectiva) | | IVA                                                        | impuesto al valor agregado |
| América    | Brasil               | 17 % (varía de estado en estado)            | 0 % | IPI - del 5 al 60 %* ICMS del 7 al 18 %** ISS del 2 al 5 % | imposto sobre produtos industrializados (impuesto sobre productos industrializados), impuesto federal cuya alícuota depende del tipo de producto. Para productos importados es de 35 % y para automóviles importados del 35 al 65 %, dependendo de la potencia del motor imposto sobre circulação e serviços (impuesto sobre la comercialización y servicios), cada estado fiscal tiene su alícuota, que puede variar dentre el 7 y el 18 %) imposto sobre serviço de qualquer natureza (impuesto sobre un servicio de cualquier naturaleza), impuesto municipal |
| América    | Canadá               | 5 %                                         | 4,5 % | GST / TPS HST / TVN                                        | Goods and Services Tax, Taxe sur les produits et services (impuesto sobre bienes y servicios) Harmonized Sales Tax, Taxe de vente harmonisée (impuesto armonizado a las ventas) |
| América    | Chile                | 19 %                                        | | IVA                                                        | impuesto a las Ventas y Servicios (de iure) impuesto al valor agregado (de facto). |
| América    | Colombia             | 19 %                                        | 0 o 5 % | IVA                                                        | impuesto sobre el valor agregado |
| América    | Costa Rica           | 13 %                                        | 1 %, 2 % o 4 %                                                                                                   | IVA                                                        | impuesto al valor agregado |
| América    | Ecuador              | 15%                                         | | IVA                                                        | impuesto al valor agregado |
| América    | El Salvador          | 13 %                                        | | IVA                                                        | Impuesto a la Transferencia de Bienes Muebles y a la Prestación de Servicios. |
| América    | Guatemala            | 12 %                                        | | IVA                                                        | impuesto al valor agregado |
| América    | Guyana               | 15 %                                        | 0 % | VAT                                                        | value added tax (impuesto al valor agregado) |
| América    | Honduras             | 15 %                                        | | IGV                                                        | impuesto sobre ventas |
| América    | México               | 16 %                                        | 8 % | IVA                                                        | impuesto al valor agregado |
| América    | Nicaragua            | 15 %                                        | | IVA                                                        | impuesto al valor agregado |
| América    | Panamá               | 7 %                                         | | ITBMS                                                      | Impuesto de Transferencia de Bienes Muebles y Servicios |
| América    | Paraguay             | 10 %                                        | 5 % | IVA                                                        | impuesto al valor agregado |
| América    | Perú                 | 18 %                                        | | IGV                                                        | impuesto general a las ventas |
| América    | República Dominicana | 18 %                                        | 16 % | ITBIS                                                      | impuesto sobre transferencia de bienes industrializados y servicios |
| América    | Trinidad y Tobago    | 15 %                                        | |                                                            | |
| América    | Uruguay              | 22 %                                        | 10 % | IVA                                                        | impuesto al valor agregado |
| América    | Venezuela            | 16 %                                        | 8 o 0 % (Nueva Esparta y Zona libre de Paraguaná)                                                                | IVA                                                        | impuesto al valor agregado |
| Asia       | Armenia              | 20 %                                        | 0 % | AAH ԱԱՀ                                                    | Ավելացված արժեքի հարկ avelatsvats arjheki hark |
| Asia       | Azerbaiyán           | 18 %                                        | 10 o 0 % | ƏDV                                                        | Əlavə dəyər vergisi |
| Asia       | China                | 17 %                                        | 6 o 3 % | 增值税                                                     | en pinyin: zēng zhí shuì |
| Asia       | Corea del Sur        | 10 %                                        | | VAT                                                        | 부가세(附加稅, bugase) = 부가가치세(附加價値稅, bugagachise). |
| Asia       | Filipinas            | 12 %                                        | | RVAT                                                       | karagdagang buwis (impuesto reformado al valor agregado) |
| Asia       | Georgia              | 18 %                                        | 0 % | DGhG                                                       | damatebuli ghirebulebis gdasakhadi დღგ = დამატებული ღირებულების გადასახადი |
| Asia       | Irán                 | 3 %                                         | | VAT                                                        | مالیات بر ارزش افزوده (impuesto sobre el valor añadido) |
| Asia       | India                | 12,5 %                                      | 4, 1 o 0 % | VAT                                                        | value added tax (impuesto al valor agregado) |
| Asia       | Indonesia            | 10 %                                        | 5 % | PPN                                                        | pajak pertambahan nilai |
| Asia       | Israel               | 17 %                                        | | Ma'am =                                                    | מס ערך מוסף |
| Asia       | Japón                | 8 %                                         | | Consumption tax                                            | 消費税 (shōhizei) |
| Asia       | Jordania             | 16 %                                        | | GST                                                        | goods and sales tax (impuesto sobre bienes y servicios) |
| Asia       | Kazajistán           | 13 %                                        | |                                                            | қосымша салық құны |
| Asia       | Líbano               | 10 %                                        | | TVA                                                        | taxe sur la valeur ajoutée (impuesto sobre el valor agregado) |
| Asia       | Malasia              | 10 %                                        | | GST                                                        | goods and services tax (impuesto sobre bienes y servicios) |
| Asia       | Pakistán             | 16 %                                        | 1 o 0 % | GST                                                        | general sales tax (impuesto a las ventas en general) |
| Asia       | Singapur             | 9 %                                         | | GST                                                        | goods and services tax (impuesto sobre bienes y servicios) |
| Asia       | Sri Lanka            | 12 %                                        | |                                                            | |
| Asia       | Tailandia            | 7 %                                         | | VAT                                                        | ภาษีมูลค่าเพิ่ม (impuesto al valor agregado) |
| Asia       | República de China   | 5 %                                         | 0 % | Business Tax                                               | 營業稅 |
| Asia       | Turquía              | 18 %                                        | 8 o 1 % | KDV                                                        | katma değer vergisi |
| Asia       | Vietnam              | 10 %                                        | 5 o 0 % | GTGT                                                       | giá trị gia tăng |
| Europa     | Albania              | 20 %                                        | 10 % | TVSH                                                       | tatimi mbi vleren e shtuar |
| Europa     | Alemania             | 19 % (0 % en Heligoland)                    | 7 % | MwSt. USt.                                                 | Mehrwertsteuer Umsatzsteuer |
| Europa     | Andorra              | 4,5 %                                       | 1 % | IGI                                                        | impost general indirecte |
| Europa     | Austria              | 20 %                                        | 12 o 10 % | USt.                                                       | Umsatzsteuer |
| Europa     | Bélgica              | 21 %                                        | 12 o 6 % | BTW TVA MWSt                                               | belasting over de toegevoegde waarde taxe sur la valeur ajoutée Mehrwertsteuer |
| Europa     | Bosnia y Herzegovina | 17 %                                        | | PDV                                                        | porez na dodanu vrijednost |
| Europa     | Bulgaria             | 20 %                                        | 9 o 0 % | ДДС                                                        | данък върху добавената стойност |
| Europa     | Chipre               | 19 %                                        | 5 o 9 % | ΦΠΑ                                                        | φόρος προστιθέμενης αξίας |
| Europa     | Croacia              | 25 %                                        | 13 o 5 % | PDV                                                        | porez na dodanu vrijednost |
| Europa     | Dinamarca            | 25 %                                        | | moms                                                       | merværdiafgift |
| Europa     | Eslovaquia           | 20 %                                        | 10 % | DPH                                                        | daň z pridanej hodnoty |
| Europa     | Eslovenia            | 22 %                                        | 8,5 % | DDV                                                        | davek na dodano vrednost |
| Europa     | España               | 21 % 7 % en las Islas Canarias              | 10 % (tipo reducido) (Desde el 1 de septiembre de 2012) 4 % (tipo superreducido) 4 % o 0 % en las Islas Canarias | IVA IGIC en Canarias                                       | impuesto sobre el valor añadido impuesto general indirecto canario (en las Islas Canarias) |
| Europa     | Estonia              | 20 %                                        | 9 o 0 % | km                                                         | käibemaks |
| Europa     | Finlandia            | 24 %                                        | 14 o 10 % | ALV Moms                                                   | arvonlisävero mervärdesskatt |
| Europa     | Francia              | 20 %                                        | 5,5, 2.1 o 10 %                                                                                                  | TVA                                                        | taxe sur la valeur ajoutée |
| Europa     | Grecia               | 24 %                                        | 13 o 6.5 % (reducido al 16, 9 y 5 % en las islas)                                                                | ΦΠΑ                                                        | φόρος προστιθέμενης αξίας |
| Europa     | Hungría              | 27 %                                        | 18 o 5 % | ÁFA                                                        | általános forgalmi adó |
| Europa     | Irlanda              | 21 %                                        | 13,5 %, 9, 4.8 o 0 %                                                                                             | CBL VAT                                                    | cáin bhreisluacha (en irlandés) value added tax (impuesto al valor agregado, en inglés) |
| Europa     | Islandia             | 24,5 %                                      | 7 % | VSK                                                        | virðisaukaskattur |
| Europa     | Italia               | 22 %                                        | 11 % | IVA                                                        | imposta sul valore aggiunto (impuesto sobre el valor agregado) |
| Europa     | Kosovo               | 16 %                                        | | TVSH                                                       | tatimi mbi vlerën e shtuar |
| Europa     | Letonia              | 22 %                                        | 12 o 0 % | PVN                                                        | pievienotās vērtības nodoklis |
| Europa     | Lituania             | 21 %                                        | 9 o 5 % | PVM                                                        | pridėtinės vertės mokestis |
| Europa     | Luxemburgo           | 15 %                                        | 12, 9, 6, o 3 %                                                                                                  | TVA                                                        | taxe sur la valeur ajoutée (impuesto sobre el valor agregado) |
| Europa     | Malta                | 18 %                                        | 5 % | VAT                                                        | taxxa tal-valur miżjud |
| Europa     | Macedonia del Norte  | 18 %                                        | 5 % | ДДВ                                                        | данок на додадена вредност |
| Europa     | Moldavia             | 20 %                                        | 5 % | TVA                                                        | taxa pe valoarea adăugată |
| Europa     | Montenegro           | 17 %                                        | | PDV                                                        | porez na dodatu vrijednost |
| Europa     | Noruega              | 25 %                                        | 14 u 8 % | MVA                                                        | merverdiavgift (en bokmål) o meirverdiavgift (en nynorsk). |
| Europa     | Países Bajos         | 21 % (desde el 1 de octubre de 2012)        | 6 o 0 % | BTW                                                        | belasting toegevoegde waarde |
| Europa     | Polonia              | 23 % (desde el 1 de enero de 2011)          | 8, 5 o 0 % | PTU/VAT                                                    | podatek od towarów i usług |
| Europa     | Portugal             | 23 % (desde el 1 de enero de 2011)          | 13 % o 6 % | IVA                                                        | imposto sobre o valor acrescentado (impuesto sobre el valor agregado) |
| Europa     | Reino Unido          | 20 %                                        | 5 o 0 % | VAT (en galés: TAW)                                        | value added tax (impuesto al valor agregado) treth ar werth (en galés) |
| Europa     | República Checa      | 21 %                                        | 15 % | DPH                                                        | daň z přidané hodnoty |
| Europa     | Rumania              | 24 % (desde julio de 2010)                  | 9 % | TVA                                                        | taxa pe valoarea adăugată (impuesto sobre el valor agregado) |
| Europa     | Rusia                | 18 %                                        | 10 o 0 % | НДС / NDS                                                  | Налог на добавленную стоимость / nalog na dobavlennuyu stoimost |
| Europa     | Serbia               | 19 %                                        | 8 o 0 % | PDV                                                        | porez na dodatu vrednost |
| Europa     | Suecia               | 25 %                                        | 12 o 6 % | Moms                                                       | mervärdesskatt |
| Europa     | Suiza                | 7,7 %                                       | 3,7 o 2,5 % | MWST TVA IVA TPV                                           | Mehrwertsteuer taxe sur la valeur ajoutée imposta sul valore aggiunto (impuesto sobre el valor agregado) taglia sin la plivalur |
| Europa     | Ucrania              | 20 %                                        | 0 % | ПДВ                                                        | податок на додану вартість |
| Oceanía    | Australia            | 10 %                                        | 0 % | GST                                                        | goods and services tax (impuesto sobre bienes y servicios) |
| Oceanía    | Fiyi                 | 12,5 %                                      | 0 % | VAT                                                        | value added tax (impuesto al valor agregado) |
| Oceanía    | Nueva Zelanda        | 15 %                                        | | GST                                                        | goods and services tax (impuesto sobre bienes y servicios) |

## Críticas

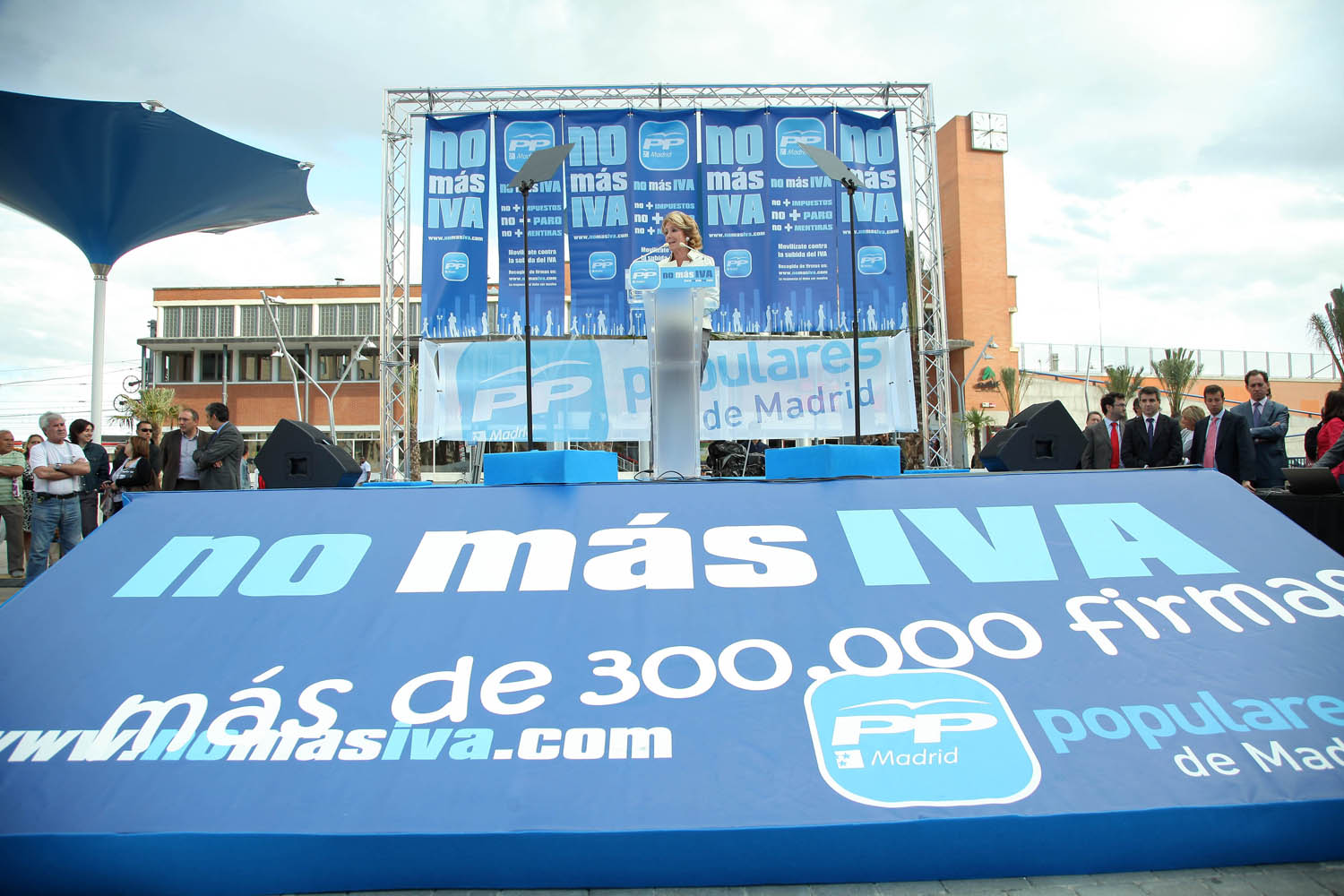
Campaña "no más IVA" en 2010 en España.

El IVA ha sido criticado porque recae sobre los consumidores finales de los productos. Algunos críticos lo consideran un impuesto regresivo, lo que significa que los pobres pagan más (como porcentaje de sus ingresos) que los ricos. Los defensores argumentan que relacionar las alícuotas con los ingresos es un estándar arbitrario, y que el IVA es de hecho un impuesto proporcional en el que la gente con mayores ingresos pagan más al consumir más. La regresividad efectiva del IVA puede también verse afectada cuando diferentes clases de bienes son gravadas a diferentes tasas. Algunos países han reducido los impuestos sobre la renta a contribuyentes de bajos recursos e implementado transferencias directas para reducir el impacto de este impuesto sobre los pobres.